# Лижие JS31
Лижие JS31 е болид от Формула 1 конструиран от Мишел Тету и Мишел Бойон за отбора на Лижие в участието им за сезон 1988. Болидът е захранван с 3.5 литров двигател Джъд CV V8 двигател и с гуми Гудиър. Рене Арну и Стефан Йохансон са пилотите които карат болида през сезон 1988.
JS31 е първият болид на Лижие който не е управляван от турбо двигател. Последния път в който са състезавали с не-турбо двигател е през 1983 с двигатели Косуърт DFV на техния JS21. Колата не бе така конкурентна макар че имат в пилотския състав двама опитни състезатели. Проблемът на JS31 е липса на даунфорс, като Йохансон на няколко пъти критикува болида по време на сезона казвайки че все едно кара на мокро трасе заради малкото сцепление и това се отрази на резултатите по време на квалификацията и в състезанията. Шведът който непрестанно е в подиума в последните три сезона, не се класира за състезание шест пъти и най-доброто класиране е 9-о място, докато Арну само в две (Сан Марино и Франция) и 10-о място като най-добро класиране по време на състезание. В ГП на Франция нито един от двамата пилоти не са класирали за състезанието което бе слабата точка за френския отбор.
Лижие не е постигнал и дори една точка което се оказа едно от най-слабите сезони за френския тим базиран в Абрест. На няколко пъти Арну и Йохансон имаха сериозни трудности да изпреварят по време на квалификациите шампиона от Формула 3000 за 1987, Стефано Модена и опитния пилот по спортни автомобили, 33-годишния аржентинец Оскар Лараури в също не-конкурентния отбор ЕуроБрун. За да намалят теглото на болида, бе конструиран с необичайни и тежки уговорки с резервоарите за гориво: има две клетки на двете страни на пилота, още една между пилота и двигателя и четвърта между двигателя и скоростната кутия.
JS31 е заменен от JS33 за сезон 1989.

## Класиране във Формула 1
| Година | Отбор       | Двигател      | Пилоти          | 1   | 2   | 3   | 4   | 5   | 6   | 7   | 8   | 9   | 10  | 11  | 12  | 13  | 14  | 15  | 16  | Тчк. | WCC |
| ------ | ----------- | ------------- | --------------- | --- | --- | --- | --- | --- | --- | --- | --- | --- | --- | --- | --- | --- | --- | --- | --- | ---- | --- |
| 1988   | Ligier Loto | Judd CV V8 NA |                 | BRA | SMR | MON | MEX | CAN | DET | FRA | GBR | GER | HUN | BEL | ITA | POR | ESP | JPN | AUS | 0    | НК  |
| 1988   | Ligier Loto | Judd CV V8 NA | Рене Арну       | Ret | DNQ | Ret | Ret | Ret | Ret | DNQ | 18  | 17  | Ret | Ret | 13  | 10  | Ret | 17  | Ret | 0    | НК  |
| 1988   | Ligier Loto | Judd CV V8 NA | Стефан Йохансон | 9   | DNQ | Ret | 10  | Ret | Ret | DNQ | DNQ | DNQ | Ret | 11  | DNQ | Ret | Ret | DNQ | 9   | 0    | НК  |